# L'Infante Marguerite en robe blanche
Pour les articles homonymes, voir L'Infante Marguerite.
L’Infante Marguerite en robe blanche (également connue sous le titre L’Infante Marguerite en blanc et argent) est une toile de Diego Vélasquez exposée au Musée d'histoire de l'art de Vienne. Elle représente l’infante Marguerite-Thérèse d’Espagne âgée de 5 ans, habillée en robe blanche. Peinte en 1656, elle fait partie des dernières toiles du peintre.

## Historique
La toile fut réalisée en 1656. D’après Martin Warnke, elle est légèrement postérieure à la réalisation des Ménines où l’Infante Marguerite apparaît au centre du tableau, dans la même robe blanche.
La toile fait partie des toiles envoyées à Vienne pour son futur époux, Léopold Ier de Habsbourg, futur empereur du Saint-Empire romain germanique.